# 27
27 (XXVII) var ett normalår som började en onsdag i den julianska kalendern.

## Händelser

### Okänt datum
- En brand utbryter i Rom.
- En dåligt byggd arena i Fidenae kollapsar varvid 20 000 av de 50 000 åskådarna omkommer.
- Aprikoser kommer till Rom från Asien.
- En triumfbåge reses i Rimini till Augustus ära.
- Enligt ett sätt att datera döps Jesus detta år, troligare är dock att detta sker år 29 (i kejsar Tiberius femtonde regeringsår enl Luk 3:1).

## Födda
- Agrippa II av Judeen, son till Herodes Agrippa I
- Petronius, romersk skriftställare
- Wang Chong (Wang-Tch'oung), kinesisk filosof